# Mistrzostwa NCAA Division I w Zapasach w 1970
Mistrzostwa NCAA Division I w zapasach rozgrywane były w Evanston w dniach 26–28 marca 1970 roku. Zawody odbyły się w McGaw Memorial Hall, na terenie Northwestern University.

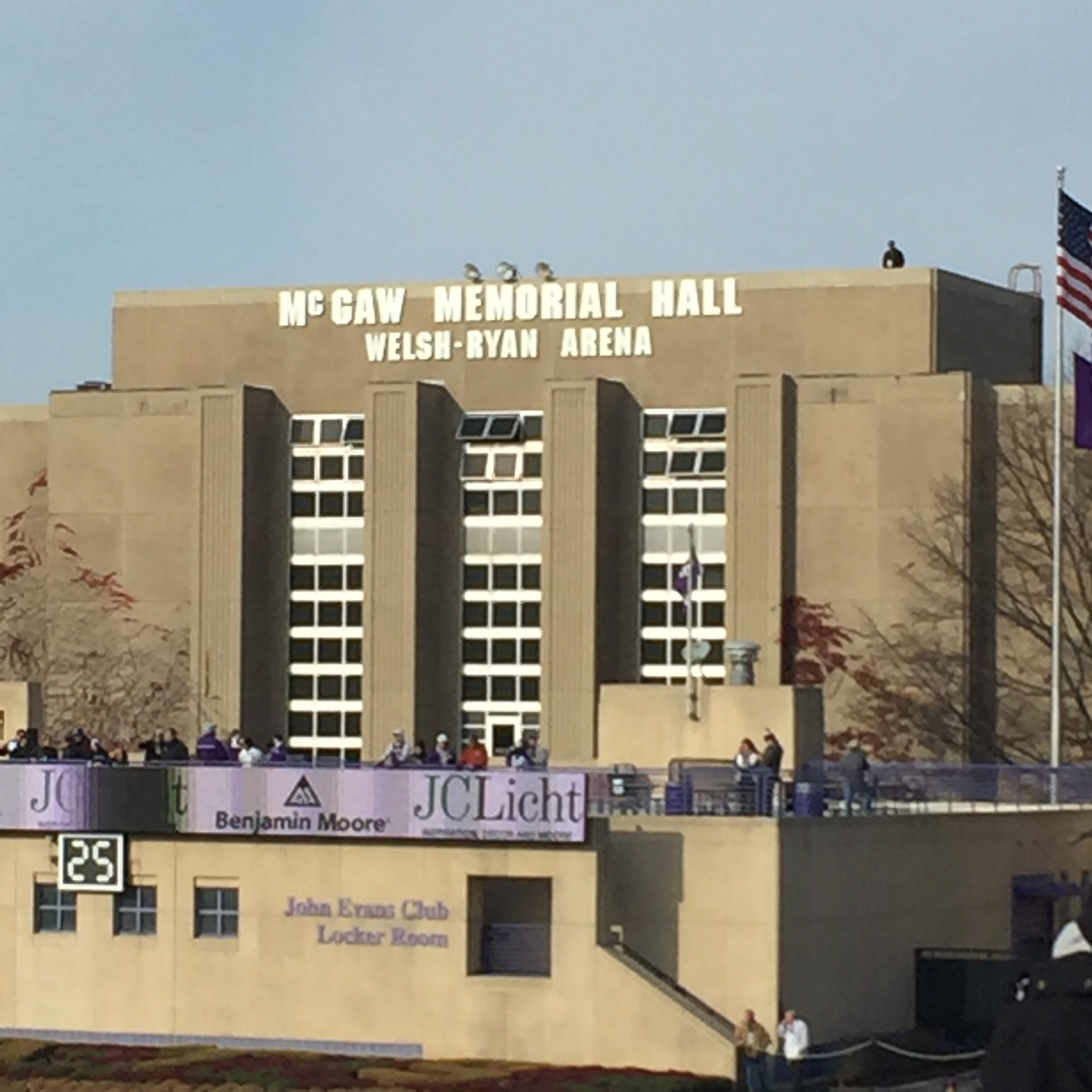
Hala

- Outstanding Wrestler – Larry Owings

## Wyniki

### Drużynowo
| Kolejność | Szkoła                    | Zespół   |
| --------- | ------------------------- | -------- |
| 1.        | Iowa State University     | Cyclones |
| 2.        | Michigan State University | Spartans |
| 3.        | Oregon State University   | Beavers  |
| 4.        | Oklahoma State University | Cowboys  |
| 4.        | University of Iowa        | Hawkeyes |
| 6.        | University of Oklahoma    | Sooners  |

### All American

#### 118 lb
| Lp. | Zawodnik     | Szkoła             |
| --- | ------------ | ------------------ |
| 1.  | Greg Johnson | Michigan State     |
| 2.  | Ray Stapp    | Oklahoma State     |
| 3.  | Mike Cachero | Oklahoma           |
| 4.  | John Miller  | Oregon             |
| 5.  | Greg Schmidt | South Dakota State |
| 6.  | Jerry Hoddy  | Michigan           |

#### 126 lb
| Lp. | Zawodnik      | Szkoła            |
| --- | ------------- | ----------------- |
| 1.  | Dwayne Keller | Oklahoma State    |
| 2.  | Randy Payne   | Pittsburgh        |
| 3.  | Roger Weigel  | Oregon State      |
| 4.  | Larry Wagner  | Northern Colorado |
| 5.  | Rich Meyer    | Lehigh            |
| 6.  | Mik Milkovich | Kent State        |

#### 134 lb
| Lp. | Zawodnik       | Szkoła         |
| --- | -------------- | -------------- |
| 1.  | Darrell Keller | Oklahoma State |
| 2.  | Joe Carstensen | Iowa           |
| 3.  | Phil Parker    | Iowa State     |
| 4.  | Tom Milkovich  | Michigan State |
| 5.  | Wydell Boyd    | Northwestern   |
| 6.  | Ron Junko      | Toledo         |

#### 142 lb
| Lp. | Zawodnik       | Szkoła         |
| --- | -------------- | -------------- |
| 1.  | Larry Owings   | Washington     |
| 2.  | Dan Gable      | Iowa State     |
| 3.  | Keith Lowrance | Michigan State |
| 4.  | Wayne Bright   | Old Dominion   |
| 5.  | Bill Beakley   | Oklahoma       |
| 6.  | Dan Silbaugh   | Wyoming        |

#### 150 lb
| Lp. | Zawodnik      | Szkoła           |
| --- | ------------- | ---------------- |
| 1.  | Mike Grant    | Oklahoma         |
| 2.  | Bob Ferraro   | Indiana State    |
| 3.  | Stan Dziedzic | Slippery Rock    |
| 4.  | Bob Tomasovic | Oregon State     |
| 5.  | Tom Minkel    | Central Michigan |
| 6.  | Jay Arneson   | Oklahoma State   |

#### 158 lb
| Lp. | Zawodnik         | Szkoła       |
| --- | ---------------- | ------------ |
| 1.  | Dave Martin      | Iowa State   |
| 2.  | Bruce Trammel    | Ohio         |
| 3.  | Kim Snider       | Oregon State |
| 4.  | James Axtell     | Minnesota    |
| 5.  | Charles Shepherd | Utah         |
| 6.  | Bob Kuhn         | Pittsburgh   |

#### 167 lb
| Lp. | Zawodnik     | Szkoła         |
| --- | ------------ | -------------- |
| 1.  | Jason Smith  | Iowa State     |
| 2.  | Phil Henning | Iowa           |
| 3.  | Pat Karslake | Michigan State |
| 4.  | John Caccia  | Idaho State    |
| 5.  | Jim Vandehey | Oregon State   |
| 6.  | Jesse Rawls  | Michigan       |

#### 177 lb
| Lp. | Zawodnik       | Szkoła         |
| --- | -------------- | -------------- |
| 1.  | Chuck Jean     | Iowa State     |
| 2.  | Jim Crumley    | Oregon State   |
| 3.  | Ben Cooper     | SIU Carbondale |
| 4.  | Gerald Malecek | Michigan State |
| 5.  | Steve Shields  | Lehigh         |
| 6.  | Tom Corbin     | Oklahoma       |

#### 190 lb
| Lp. | Zawodnik     | Szkoła         |
| --- | ------------ | -------------- |
| 1.  | Geoff Baum   | Oklahoma State |
| 2.  | Bob Rust     | Syracuse       |
| 3.  | Jack Zindel  | Michigan State |
| 4.  | Ben Peterson | Iowa State     |
| 5.  | Paul Zander  | Iowa           |
| 6.  | Emil Deliere | Princeton      |

#### UNL
| Lp. | Zawodnik           | Szkoła           |
| --- | ------------------ | ---------------- |
| 1.  | Jess Lewis         | Oregon State     |
| 2.  | Greg Wojciechowski | Toledo           |
| 3.  | Wayne Karney       | Portland State   |
| 4.  | Vic Mittleberg     | Michigan State   |
| 5.  | Dick Schumacher    | East Stroudsburg |
| 6.  | Mike Edwards       | Iowa             |